# Список замков Мори
Ниже представлен список замков в округе Мори, Шотландия.
| Название                                        | Тип             | Дата постройки  | Состояние     | Изображение | Владение                           | Примечания |
| ----------------------------------------------- | --------------- | --------------- | ------------- | ----------- | ---------------------------------- | --- |
| Замок Эйкенвей (англ. Aikenway Castle)          | замок           | неизвестно      | руины         |             |                                    | История неизвестна, по легенде в нём проживал граф Роутс. Последние известные жильцы — супруги из клана Лесли в 1729 году. |
| Замок Аслиск (англ. Asliesk Castle)             | рыцарская башня | XVI в.          | руины         |             |                                    | Принадлежал клану Иннс или Броди. |
| Замок Охиндун (англ. Auchindoun Castle)         | рыцарская башня | середина XV в.  | руины         |             |                                    | В 1489 году владение перешло к клану Огилви, а в 1535 году — к клану Гордон. В 1592 году повреждён Макинтошами в отместку маркизу Хантли. В 1593 году перешёл к Джорджу Хоуму. В 1594 году разрушен по приказу Якова VI.                           |
| Замок Баллиндаллох (англ. Ballindalloch Castle) | рыцарская башня | 1546            | перестроен    |             | Макферсон-Гранты                   | Родовое гнездо Макферсонов-Грантов. В 1645 году разграблен и сожжён маркизом Монтроз; восстановлен. Расширен в 1770 и 1850 годах; расширения 1878 года снесены во время модернизации в 1965 году. Частная резиденция.                              |
| Замок Балвени (англ. Balvenie Castle)           | замок           | XII в.          | руины         |             | Агентство «Историческая Шотландия» | Построен Чёрными Комиными, расширен и перестроен в XV—XVI веках. В 1308 году разрушен Робертом Брюсом. Перешёл к Чёрным Дугласам не позднее 1362 года. Конфискован Короной в 1455 году и пожалован графу Атолл. Рядом производятся виски Balvenie. |
| Замок Блэрфинди (англ. Blairfindy Castle)       | рыцарская башня | 1586            | руины         |             | Собственность Короны               | Охотничий замок графа Хантли. В разное время в замке жили члены клана Грант. Сожжён в 1746 году после сражения при Каллодене. В 2019—2021 годах проведены масштабные консервационные работы.                                                       |
| Замок Блэрви (англ. Blervie Castle)             | рыцарская башня | ок. 1600        | руины         |             |                                    | Земли принадлежали клану Комин; на момент Шотландско-норвежской войны во владении Короны. Нынешнее здание построено Данбарами. В начале XVIII века продан Макинтошам, затем — графу Файф. Частично разобран ок. 1776 года.                         |
| Замок Броди (англ. Brodie Castle)               | рыцарская башня | 1567            | перестроен    |             | Национальный фонд Шотландии        | Построен кланом Броди, в 1645 году частично сожжён Льюисом Гордоном, 3-м маркизом Хантли. В 1824 году архитектор Уильям Берн начал реконструкцию здания в стиле шотландских баронов.                                                               |
| Замок Берги (англ. Burgie Castle)               | рыцарская башня | 1602            | руины         |             |                                    | В 1566 году земли перешли к клану Данбар. В 1702 году расширен, однако в 1802 году дополнительные постройки разобраны на строительный камень для Берги-хауса, который в 1902 был перестроен в простой двухэтажный особняк.                         |
| Башня Кокстон (англ. Coxton Tower)              | рыцарская башня | ок. 1590        | руины         |             | частная собственность              | Первая башня построена сэром Александром Иннсом в 1572 году; сгорела в 1584 году. Куплена Уильямом Даффом из Диппла в 1714 году; во владении его потомков — графов и герцогов Файф — до 1910 года. В 2001 году проведены консолидационные работы.  |
| Замок Крейгнич (англ. Craigneach Castle)        | рыцарская башня | XIV в.          | не сохранился |             |                                    | В 1645 году возможно разграблен ковенантерами. |
| Замок Каллен (англ. Cullen Castle)              | замок           | неизвестно      | руины         |             |                                    | Королевский замок. Место смерти Елизаветы де Бург, супруги Роберта Брюса (предположительно, в более раннем замке). Руины были видны до XIX века. Рисунок Роберта Адама (ок. 1770—1780).                                                            |
| Каллен-хаус (англ. Cullen House)                | особняк         | 1600            | перестроен    |             | частная собственность              | Родовое гнездо клана Огилви, будущих графов Сифилд. В 1858—1868 годах перестроен в стиле шотландских баронов. Продан 13-м графом Сифилд вскоре после смерти матери в 1969 году. Ныне разделён на частные апартаменты.                              |
| Замок Дарнауэй (англ. Darnaway Castle)          | особняк         | 1810            | сохранился    |             | Граф Морей                         | Земли клана Комин пожалованы Томасу Рэндольфу вместе с графским титулом Робертом Брюсом; родовое гнездо графов Морей. Включает пиршественный зал, построенный Арчибальдом Дугласом в 1450 году. Частная резиденция.                                |
| Замок Дески (англ. Deskie Castle)               | рыцарская башня | неизвестно      | не сохранился |             |                                    | Сохранившаяся насыпь охраняется государством. |
| Башня Дескфорд (англ. Deskford Tower)           | рыцарская башня | конец XIV в.    | руины         |             |                                    | Построена Синклерами из Финлейтера, перешла по браку к Огилви после битвы при Харлоу. Бо́льшая часть снесена в 1830-е годы. |
| Замок Друмин (англ. Drumin Castle)              | рыцарская башня | конец XIV в.    | руины         |             |                                    | Земли подарены Робертом II своему сыну Александру Стюарту в начале 1370-х годов. Перешли к 3-му графу Хантли в 1490 году. Замок заброшен в XVIII веке и пришёл в упадок.                                                                           |
| Замок Дуффус (англ. Duffus Castle)              | мотт и бейли    | 1305            | руины         |             | Агентство «Историческая Шотландия» | Первый деревянный замок построен Фрескином ок. 1140 года; разрушен в 1297 году. В 1345 году результате брака перешёл к Николасу, второму сыну 4-го графа Сазерленд. Заброшен в 1705 году и пришёл в упадок.                                        |
| Замок Данфейл (англ. Dunphail Castle)           | рыцарская башня | начало XIV в.   | руины         |             |                                    | Принадлежал клану Комин; в 1330 году был осаждён 1-м графом Морей. Затем перешёл Данбарам. |
| Замок Арнсайд (англ. Earnside Castle)           | замок           | ок. 1450        | не сохранился |             |                                    | Построен кланом Комин. |
| Замок Элгин (англ. Elgin Castle)                | мотт и бейли    | ок. 1136        | руины         |             |                                    | Королевский бург Давида I. В 1296 году захвачен королём Англии Эдуардом I; был сильно повреждён и непригоден для жизни. Разрушен Робертом Брюсом в 1308 году.                                                                                      |
| Замок Финехти (англ. Findochty Castle)          | рыцарская башня | XVI в.          | руины         |             |                                    | Построен Гордонами, приобретён Огилви, в 1568 году перешёл к семье Орд, которая превратила деревню Финехти в рыболовецкий порт. В 1794 году разрушен.                                                                                              |
| Замок Форрес (англ. Forres Castle)              | мотт и бейли    | 1140            | не сохранился |             |                                    | Королевский бург Давида I. Разрушен в 1297 году последователями Уоллеса. Укреплён в XIV веке. Сожжён в 1390 году графом Бьюкен. До XVII века во владении Данбаров.                                                                                 |
| Замок Колдуэлл (англ. Gauldwell Castle)         | замок           | XIII в.         | руины         |             |                                    | Во владении Фрескина, затем графов Морей. В 1562 году в замке останавливалась Мария Стюарт. |
| Замок Гордон (англ. Gordon Castle)              | рыцарская башня | 1498            | перестроен    |             | частная собственность              | Родовое гнездо герцогов Гордон. Построен 2-м графом Хантли. В 1720-е годы расширен 2-м герцогом Гордон, перестроен в 1760-е годы 4-м герцогом. Продан в 1938 году 9-м герцогом Ричмонд, в 1954 году бо́льшая часть пристроек снесена.               |
| Замок Хемприггс (англ. Hempriggs Castle)        | замок           | середина XV в.  | не сохранился |             |                                    | Разобран на строительный камень для близлежащих ферм в 1830-е годы. |
| Замок Инверуги (англ. Inverugie Castle)         | замок           | XIV в.          | не сохранился |             |                                    | Принадлежал клану Янг. Ок. 1824 года руины снесены. |
| Кининви-хаус (англ. Kininvie House)             | особняк         | 1523            | перестроен    |             | частная собственность              | Построен Александром Лесли (ум. 1549), включает элементы здания 1480 года. Существенно расширен и перестроен в 1610-е и 1840-е годы. |
| Замок Киннеддар (англ. Kinneddar Castle)        | замок           | ок. 1280        | не сохранился |             |                                    | Возведён Арчибальдом (ум. 1298), епископом Морейским, на основе более раннего замка. Епископская резиденция до середины XV века, затем разобран.                                                                                                   |
| Замок Питлург (англ. Pitlurg Castle)            | донжон          | XVI в.          | руины         |             |                                    | Во владении Гордонов, частично обитаем до 1760-х годов. |
| Замок Куоррелвуд (англ. Quarrelwood Castle)     | замок           | середина XIV в. | не сохранился |             |                                    | Построен Робертом Лаудером из Басса (ум. ок. 1370), юстициарием Шотландии. Заброшен в середине XVIII века и пришёл в упадок. |
| Замок Роутс (англ. Rothes Castle)               | замок           | ок. 1296        | руины         |             |                                    | Родовое гнездо графов Роутс. Обитаем в 1620 году, повреждён или разрушен Джеймсом Грэмом, 1-м маркизом Монтроз. |
| Замок Ротимей (англ. Rothiemay Castle)          | замок           | XV в.           | руины         |             |                                    | Родовое гнездо лордов Салтон из Абернети. Продан в 1612 году, перепродан Джону Гордону из Кэрнберроу. В 1741 году куплен Уильямом Даффом, 1-м графом Файф. С 1890 года несколько раз перепродавался, в 1963 году снесён.                           |
| Замок Спайни (англ. Spynie Castle)              | донжон          | ок. 1250        | руины         |             | Агентство «Историческая Шотландия» | Построен на месте деревянного замка XII века. Епископский дворец на протяжении 500 лет. В XVII веке стал приходить в упадок; отошёл Короне в 1689 году. В 1970-е годы руины стабилизированы.                                                       |
| Замок Тронах (англ. Tronach Castle)             | замок           | неизвестно      | не сохранился |             |                                    | Место замка включено в список памятников культурного наследия. |